# Ральники (Малмыжский район)
Ральники — село в Малмыжском районе Кировской области в составе Ральниковского сельского поселения. 

## География
Находится в правобережной части района на расстоянии примерно 35 километров по прямой на запад-северо-запад от районного центра города Малмыж.

## История
Известна с 1871 года, когда здесь была построена Троицкая церковь. В 1873 году было 19 дворов и 167 жителей. В 1905 54 двора и 335 жителей, в 1926 91 и 441 соответственно. В 1950 году было 96 дворов и 317 жителя. В 1989 году учтен 451 житель. 

## Население
Постоянное население составляло 375 человек (русские 74%) в 2002 году, 229 в 2010.